# Elisa Aaltola

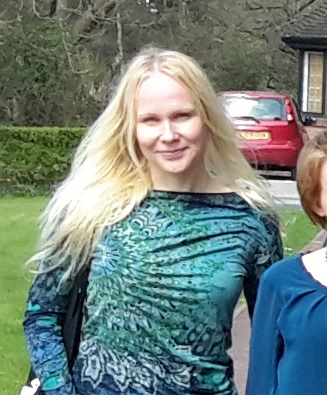
Aaltola, 2015

Elisa Aaltola (sinh năm 1976) là một triết gia người Phần Lan, chuyên về triết lý động vật, tâm lý đạo đức và triết lý môi trường.
Bà là một nghiên cứu sinh tiến sĩ tại Viện Đạo đức, Môi trường và Chính sách cộng đồng tại Đại học Lancaster. Bà đã nộp luận án tiến sĩ của mình cho Đại học Turku về " Tính cá nhân của Động vật: Phân loại đạo đức và văn hóa ". Cuốn sách "Eläinten moraalinen arvo (Vastapaino 2004)" của bà được coi là chuyên khảo Phần Lan được xuất bản thương mại đầu tiên chỉ dành riêng cho đạo đức động vật. Bà cũng là tác giả của " Động vật đau khổ: Triết học và Văn hóa " (Palgrave MacMillan, 2012) và " Các loại đồng cảm: Tâm lý đạo đức và Đạo đức động vật"  (Rowman & Littlefield Int. 2018) cũng như khoảng 35 bài báo đánh giá ngang hàng. Các tập đã được chỉnh sửa của bà bao gồm " Đạo đức và triết lý động vật: Đặt câu hỏi về Chính thống giáo " (đồng biên tập với John Hadley, Rowman & Littlefield Int. 2014). Bà là giáo sư phụ trợ tại Đại học Turku và là thành viên nghiên cứu tại Viện nghiên cứu cao cấp Turku (Đại học Turku).

## Sách
- Các loại đồng cảm: Tâm lý đạo đức và Đạo đức động vật. Rowman & Littlefield Trong. 2018. ISBN 978-1-78660-612-9
- Empatia - myötäelämisen trói (& Sami Keto). Helsinki: Vào năm 2017. ISBN 978-952-264-822-8 Mã số   976-952-264-822-8.
- Eläimet yhteiskunnassa (toim. Elisa Aaltola & Sami Keto). Helsinki: Vào kustannus, 2015.
- Đạo đức và triết lý động vật: Đặt câu hỏi về Chính thống giáo (chủ biên. Elisa Aaltola & John Hadley). Rowman & Littlefield, 2014. ISBN 9781783481811 Mã số   Muff783481811.
- Johdatus eläinfilosofiaan. Helsinki: Gaudeamus, 2013. ISBN 978-952-495-282-8 Mã số   976-952-495-282-8.
- Đau khổ động vật: Triết học và văn hóa. Basingstone: Palgrave MacMillan, 2012. ISBN 978-0-230-28391-6 Mã số   980-0-230-28391-6.
- Tính cá nhân của động vật: Phân loại văn hóa và đạo đức, 2006. Turku: Turun yliopisto.
- Eläinten moraalinen arvo. Tampere: Vastapaino, 2004. ISBN 951-768-145-3 Mã số   951-768-145-3.